# Balta Albă
Balta Albă is een Roemeense gemeente in het district Buzău.
Balta Albă telt 2835 inwoners.